# Trubarevo
Trubarevo (en serbe cyrillique : Трубарево) est un village de Serbie situé dans la municipalité de Ćićevac, district de Rasina. Au recensement de 2011, il comptait 109 habitants.
Trubarevo se trouve à 19 km de Stalać, sur les rives de la Južna Morava.

## Démographie
| 1948 | 1953 | 1961 | 1971 | 1981 | 1991 | 2002 | 2011 |
| ---- | ---- | ---- | ---- | ---- | ---- | ---- | ---- |
| 535  | 522  | 478  | 324  | 260  | 210  | 152  | 109  |

|  |